# Sapajou cornu
Cebus apella fatuellus
Sous-espèce
Le Sapajou cornu est un singe du Nouveau Monde de la famille des Cebidae. En fonction des auteurs, il est considéré comme une sous-espèce du Sapajou apelle (Cebus apella fatuellus) ou comme un synonyme du Sapajou à grosse tête.

## Dénominations
Il est appelé Sapajou cornu, Sajou cornu, ou encore Petit-fou.

## Découverte et taxinomie
L'animal est décrit pour la première en 1756 par le naturaliste français Mathurin Jacques Brisson qui l'appelle « sapajou cornu » car « il a sur la tête deux bouquets de poils, qui lui font comme deux espèces de petites cornes ». Linné l'intègre à son Systema Naturae sous le nom binominal de Simia fatuellus.